# 考蒙德
考蒙德，是匈牙利维斯普雷姆州所辖的一个村，总面积20.50平方公里，总人口392，人口密度19.1人/平方公里（2010年1月1日）。